# 3995 Sakaino
3995 Sakaino (1988 XM) là một tiểu hành tinh vành đai chính được phát hiện ngày 5 tháng 12 năm 1988 bởi T. Kojima ở Chiyoda.